# Bengt Morten Wenstøb
Bengt Morten Wenstøb (født 26. februar 1963) er en norsk politiker, som repræsenterer Høyre i Østfold i Stortinget i valgperioden 2013–2017. Han er medlem af arbejd- og socialkomiteen.
Wenstøb er cand.socion. fra NTNU i 1995. Han arbejder til daglig som højskolelektor ved Højskolen i Østfold, hvor han har været tilknyttet siden 2003. Han underviser på socionomuddannelsen ved Afdeling for sundhed- og socialfag.
Wenstøb er gift og bor i Fredrikstad. Han har haft hverv både i Fredrikstad Høyre (blandt andet leder 2007–2008) og Østfold Høyre. Han har også været bystyrerepræsentant i Fredrikstad.